# سيف غباش
سيف سعيد بن غباش المري (21 أكتوبر 1932م - 25 أكتوبر 1977م) ولد بحي المعيريض بإمارة رأس الخيمة. كان أول وزير دولة للشؤون الخارجية بدولة الإمارات العربية المتحدة كان من أوائل مؤسسي أركان وزارة الخارجية وإداراتها وحاملي راية رسالة الإمارات إلى العالم من أجل الخير والتضامن، حتى قال عنه الشيخ زايد بن سلطان آل نهيان “ أنه مثال للرجل المسؤول وواحد من خيرة الشباب ممن جاهدوا وسعوا إلى خير العرب ووحدة كلمتهم وتضامنهم”.

## ولادته
ولد سيف سعيد بن غباش بن مصبح بن أحمد بن زايد بن صقر بن أحمد المري في 21 أكتوبر/تشرين الأول 1932 في حي معيريض بإمارة رأس الخيمة، توفي والده سعيد بن غباش عندما كان في 12 من عمره، وتوفيت والدته بعد 3 أشهر من وفاة والده، وعاش بعدها مع عمته في دبي لمدة 3 سنوات حيث التحق بالمدرسة الأحمدية لفترة من الزمن وكان يدرس اللغة الإنجليزية في مدارس ليلية.

## حياته
بدأ مسيرته التعليمية في عام 1946 على يد الشيخ أحمد بن حجر حيث تعلم النحو والبديع والبيان والفقه الإسلامي وعلم الفرائض، أدى فريضة الحج برفقة جدته وصحبة الشيخ سيف المدفع قاضي إمارة الشارقة آنذاك.
وفي خريف عام 1949 سافر إلى البحرين طلبا للعلم والمعرفة، وعلى الرغم من التحاقه بالدراسة في المدرسة الابتدائية الشرقية في المنامة قبل الامتحان النهائي للسنة الرابعة الابتدائية بعدة أشهر فقط، إلا أنه نجح بتفوق وامتياز وكان ترتيبه الأول على جميع طلبة البحرين.
غادر البحرين إلى العراق بعد تخرجه من الثانوية العامة عام 1953 وحصوله على المركز الأول حاملا رسالة توصية تشيد بكفاءته من دائرة المعارف، لبدء رحلته الجامعية في دراسة الهندسة في جامعة بغداد، واجتاز السنة الأولى والثانية بنجاح لافت رغم أنه لم يدرس دراسة علمية في البحرين لكن الظروف السياسية التي أعقبت العدوان الثلاثي على مصر حالت دون إتمامه السنة الثالثة حيث اضطر إلى مغادرة العراق عام 1956 متوجها إلى مصر حيث حصل على بعثة من المؤتمر الإسلامي هناك، لكن كلية الهندسة لم تعترف بدراسته في بغداد، فقرر السفر إلى الكويت ليعمل هناك بوظيفة مساعد مهندس في دائرة الأشغال الكويتية وسط إصرار في متابعة القراءة والبحث العلمي إلى درجة تحولت فيها غرفته المتواضعة في أحد الأزقة الضيقة إلى محطة لزملائه المفكرين يناقشون فيها أمور السياسة والثقافة والتاريخ العربي والعالمي.
وفي عام 1959 هاجر سيف غباش إلى النمسا بعد أن توقف برهة في لبنان التي كان يحتضن حينها معظم المثقفين والسياسيين، وأقام في مدينة كراتس التابعة للعاصمة فيينا حيث انكب على دراسة اللغة الألمانية بشغف واهتمام لينمي ذاكرته بروائع الأدب الألماني مثل الشاعر “غوته”، لكن الظروف المادية وغلاء المعيشة حالت دون التحاقه بالجامعة لمتابعة دراسة الهندسة فقرر الانتقال إلى ألمانيا وتحديدا إلى مدينة ديسلدورف حيث عمل مساعد مهندس في شركة إنشاءات ألمانية مُصرّا على جمع ما يكفي من المال لمتابعة دراسته.
وانتقل من ألمانيا إلى سويسرا متقدما للعمل في شركة أخرى كمساعد مهندس حيث تمكن بذكائه وتفوقه من الحصول على الوظيفة، واستفاد من وجوده هناك بالقيام بزيارات متعددة إلى إيطاليا التي ساهمت في إثراء ثقافته في حقل الآداب والفنون وقدر لا بأس به من اللغة، وفي عام 1963 انتقل إلى العاصمة الفرنسية باريس وفي نيته الاستقرار لإتمام دراسته الجامعية في الهندسة حيث حاول الحصول على منحة دراسية إلا إن الظروف لم تساعده في ذلك، فحول جهوده نحو تعلم اللغة الفرنسية ودراسة الأدب والفلسفة قارئا لكبار المفكرين والأدباء أمثال ألبير كامو وجان بول سارتر وموليير.

## عودته إلى الإمارات
في عام 1969 بعد نحو 20 عاما من الغربة والترحال، عاد سيف سعيد بن غباش إلى مسقط رأسه في رأس الخيمة وهو مملوء بالحماس للعمل في خدمة وطنه وتأمين مستقبل آمن لعائلته حيث رزق تباعا بأبنائه الثلاثة:
1. عدنان
2. عمر (سفير دولة الإمارات لدى روسيا الاتحادية)
3. سعيد.

### في الحقل العام
كان أول عمل أُسند اليه هو رئيس قسم الهندسة في بلدية رأس الخيمة، حيث لعب دوراً كبيراً في تخطيط المناطق الزراعية والسكنية التي كانت الإمارة تخطط لمنحها إلى مواطنيها، فساهم في وضع الخرائط وتقسيم الأراضي وتنظيم ملكيتها ومساحتها بالإضافة إلى مشاريع حماية الشواطئ وشبكة المواصلات الحديثة.
وسعى إلى بث المعرفة والنهضة الثقافية من خلال مقالات في مجلة رأس الخيمة حيث كان يترجم كل ما تكتبه كبريات الصحف والمجلات العالمية عن الأحداث المهمة في العالم، كما نشر أفكاره عن مشروع حماية شواطئ المعيرض الشمالية وشبكة المواصلات الحديثة للإمارة داعما مقالاته بالخرائط والرسومات الهندسية المبسطة.

### في السياسة
- رافق سيف بن غباش الشيخ صقر بن محمد القاسمي عضو المجلس الأعلى حاكم رأس الخيمة إلى بعض العواصم العربية والأجنبية بين عامي 1969 و 1970.
- شارك ضمن وفد رأس الخيمة في محادثات الاتحاد التي سبقت انسحاب بريطانيا من المنطقة وإعلان استقلال دول الخليج.
- في عام 1971 كان من أوائل الإماراتيين الذين هبّوا للدفاع عن أرضهم ووطنهم حيث ذهب ضمن وفد من الإمارة إلى القاهرة لعرض قضية احتلال إيران الجزر الثلاث طنب الكبرى وطنب الصغرى وأبو موسى على مجلس جامعة الدول العربية مدافعا عن عروبة الجزر ومطالبا بإنهاء الاحتلال الإيراني، كما شارك في إصدار نشرة عن تطورات الوضع بعد الاحتلال وساهم في ترجمة وصياغة البرقيات المرسلة إلى الأمم المتحدة والمنظمات الدولية الأخرى.[5]
- بعد قيام دولة الإمارات العربية المتحدة في 2 ديسمبر 1971 تم تعيينه في منصب وكيل وزارة الخارجية حيث عمل جاهدا في تنظيم الوزارة وتجهيز العناصر الجيدة من شباب الإمارات لإرسالهم إلى سفارات الدولة في الخارج، كما قام في تنظيم الإدارات التابعة للوزارة ومنها الشؤون السياسية والشؤون القنصلية والمالية والإدارية والسكرتارية، ساعيا إلى تربية جيل جديد من الدبلوماسيين عبر دعوتهم الدائمة إلى تحكيم العقل والابتعاد عن الانفعال والعواطف وانتهاج الموضوعية في الحكم على الأحداث التي تمر بها البلدان العربية والأجنبية.[6][7][8]
- في 25 ديسمبر 1973 تم تشكيل وزارة اتحادية جديدة وعُيِّن سيف غباش أول وزير دولة للشؤون الخارجية، ليصبح المتحدث الرسمي باسم الإمارات في المحافل الدولية محاولا بكل جهده إيصال صوت الإمارات إلى العالم ودعوتها إلى صداقة الشعوب واستتباب العدالة والسلام.
- كان من أشد المتحمسين للقضية الفلسطينية حيث ذكر الأمم المتحدة في خطابه أمام الجمعية العامة عام 1975 بقراراتهم لمنح الشعب الفلسطيني حقوقه الثابتة واتخاذ قرارات لإجبار “إسرائيل” على الالتزام وفق الفصل السابع من ميثاق المنظمة الدولية. كما كان داعيا إلى إقامة علاقات عربية أوروبية تنطلق من الجذور التاريخية.
- في عام 1976 شارك في مناقشة قضية الشرق الأوسط أمام مجلس الأمن وألقى خطابا بارزا ندد فيه بالسلوك العدواني ل”إسرائيل”، وكان خطابه الأبرز قبل يوم واحد من استشهاده في 24 أكتوبر 1977 حيث أدهش المشاركين في اجتماع الأمم المتحدة بعرض عميق وواضح لمسيرة المنظمة الدولية.

## وفاته
عند الساعة الحادية عشرة من صباح يوم الثلاثاء 25 أكتوبر 1977 كان سيف بن غباش يرافق عبد الحليم خدام (وزير الخارجية السوري آنذاك) إلى مطار أبوظبي لوداعه، وعند دخول الوزيرين إلى الصالة الكبرى لمطار أبوظبي وفي طريقهما إلى قاعة الشرف انطلقت رصاصات كانت تهدف لاغتيال الوزير عبد الحليم خدام لكنها أصابت الوزير سيف بن غباش في كتفه وبطنه حيث نُقل إلى المستشفى وتوفي متأثرا بجروحه.
أشارت سوريا بأصابع الاتهام إلى العراق وأعلنت منظمة «حزيران الأسود» الفلسطينية المدعومة من العراق مسؤوليتها عن العملية، تمت في الإمارات محاكمة منفذ العملية وهو عامل بناء فلسطيني وحكم عليه بالإعدام.

### أصداء الوفاة
كان خبر استشهاده مفاجأة لمعظم أصدقائه من الكتّاب والسياسيين الأجانب:
- في الأمم المتحدة أبدى كل من شارك في الجمعية العامة أسفه البالغ للخسارة الفادحة التي منيت بها الإمارات
- في واشنطن توالت البرقيات والمكالمات الهاتفية على سفارة الدولة من رؤساء معاهد وجمعيات وبعض أعضاء مجلس الشيوخ.
- أما في أوروبا فقد كانت اللجنة العامة للحوار العربي والأوروبي مجتمعة حينما انتشر خبر وفاته فما كان من المشاركين إلا أن قطعوا الاجتماع ووقفوا دقيقة صمت على روحه.

### ما قيل فيه بعد الوفاة
- قال عنه الشيخ زايد بن سلطان آل نهيان:«مثال للرجل المسؤول وواحد من خيرة الشباب ممن جاهدوا وسعوا إلى خير العرب ووحدة كلمتهم وتضامنهم».[11]
- قال عنه الشيخ صقر بن محمد القاسمي: “أنه فلتة من فلتات الزمان وكانت المسؤولية تنتظره كثمرة حان وقت قطافها فتحملها بكل جدية وكفاءة”

## تكريمه
- سُمي أحد المستشفيات (مستشفى النخيل) بإمارة رأس الخيمة باسمه (مستشفى سيف بن غباش)
- سمي أحد شوارع إمارة أبوظبي باسمه (شارع سيف غباش)